# Euryapsida
Euryapsida var en grupp ryggradsdjur vars skallben varierar kraftigt i utseende och troligtvis inte bildar en naturlig sammanhängande enskild grupp utan mest sannolikt hemmahörande i gruppen Diapsida.

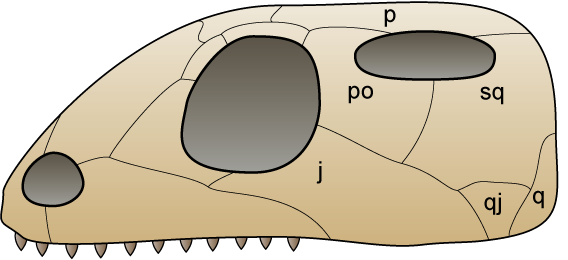
Djur i gruppen Euryapsida har tre öppningar på varje sida av skallen
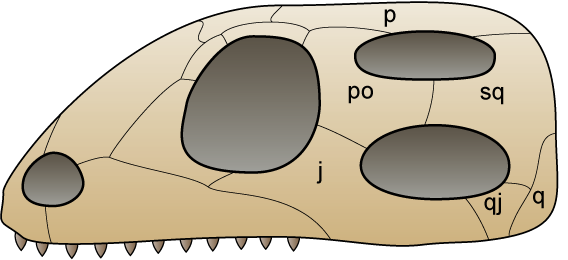
jämföra: Djur i gruppen Diapsida har fyra öppningar på varje sida av skallen